# Parapocryptes
Parapocryptes is een geslacht van straalvinnige vissen uit de familie van grondels (Gobiidae).

## Soorten
- Parapocryptes rictuosus (Valenciennes, 1837)
- Parapocryptes serperaster (Richardson, 1846)